# Innozenz Stangl
Innozenz Stangl (* 11. März 1911 in Jesenwang; † 23. März 1991 ebenda) war ein deutscher Turner.
Stangl war das elfte Kind einer Gütler-Familie. Nachdem er in seiner Jugend bei Turnfesten bereits einige Erfolge erreichen konnte, nahm er mehrere Berufe an, die seine Turnerkarriere unterstützten. Im Jahr 1936 wechselte Stangl zum TSV 1860 München, ehe er bei den Olympischen Spielen in Berlin an den Start ging. Dort nahm er an sieben Einzelentscheidungen im Turnen teil, verpasste jedoch immer eine Medaille. Erst im Team konnte er gemeinsam mit sieben weiteren Mannschaftsmitgliedern die Goldmedaille vor dem Schweizer und dem finnischen Team gewinnen. Stangl trat zum 1. Mai 1933 der NSDAP bei (Mitgliedsnummer 3.448.666) und war auch Mitglied der SA.
In den folgenden Jahren wurde Stangl Sportlehrer in Danzig und in München, bevor er im Krieg als Funker diente und 1945 in Kriegsgefangenschaft geriet. Nach seiner Flucht aus der Tschechoslowakei arbeitete er zunächst als Vertreter und Hilfsarbeiter in der Textilbranche, dann gelang ihm noch ein deutscher Meistertitel im Jahr 1947 im Fünfkampf. Die folgenden Jahre verbrachte Stangl erneut als Lehrer an mehreren Schulen, dann wurde er 1969 wegen eines gebrochenen Halswirbels vorzeitig pensioniert. Seine letzten Jahre lebte Stangl in einem Altersheim seines Heimatortes Jesenwang.
Der von Stangl erfundene Salto aus der Riesenfelge wurde nach ihm Stangl-Salto genannt, ebenso trägt eine Straße in Jesenwang seinen Namen. Im Innozenz-Stangl-Weg ist heute der Sitz seines ersten Vereines, des TSV Jesenwang.
Für seine sportlichen Leistungen wurde ihm am 3. September 1950 das Silberne Lorbeerblatt verliehen.